# 우와한 녀
《우와한 녀》는 tvN에서 2013년 4월 18일부터 2013년 7월 4일까지 방영한 드라마이다.

## 소개
허영과 허세로 점철된 우아한 삶을 지키기 위한 쇼윈도 부부와 이웃들의 이야기를 기존 막장 드라마의 클리셰를 비틀며 유쾌하게 풀어낸 드라마이다.

## 등장 인물

### 주요 인물
- 오현경 : 조아라 역 - 탑배우
- 박성웅 : 공정한 역 - 메인뉴스 앵커이자 간판 아나운서, 조아라의 남편
- 정진영 : 공민규 역 - 조아라와 공정한의 아들
- 한정수 : 최고야 역 - 장교, 조아라의 이웃
- 안선영 : 진보여 역 - 최고야의 조강지처
- 권율 : 지성기 역 - 공민규의 입주 가정교사, 명문대 수석 졸업 엘리트

### 주변 인물
- 조한철 : 현상범 역 - 조아라의 이복동생
- 박리디아 : 지반일 역 - 조아라 집의 조선족 가사도우미
- 양진성 : 유난희 역 - 민규네 학교 청소년상담사
- 방중현 : 차세대 역 - 공정한의 후배 아나운서
- 박성준 : 나재수 역 - 공민규의 절친, 나이트클럽 웨이터
- 최정우 : 박 의원 역 - 공정한의 선배, 현 국회의원, 차기 대선주자
- 전봉현 : 김 일병 역 - 최고야의 사택에 발령받은 군인
- 안세하 : 조 상병 역 - 최고야의 사택에 발령받은 군인

### 그 외
- 이아린
- 송유현